# Urząd Patentów i Znaków Towarowych Stanów Zjednoczonych

Pieczęć urzędowa

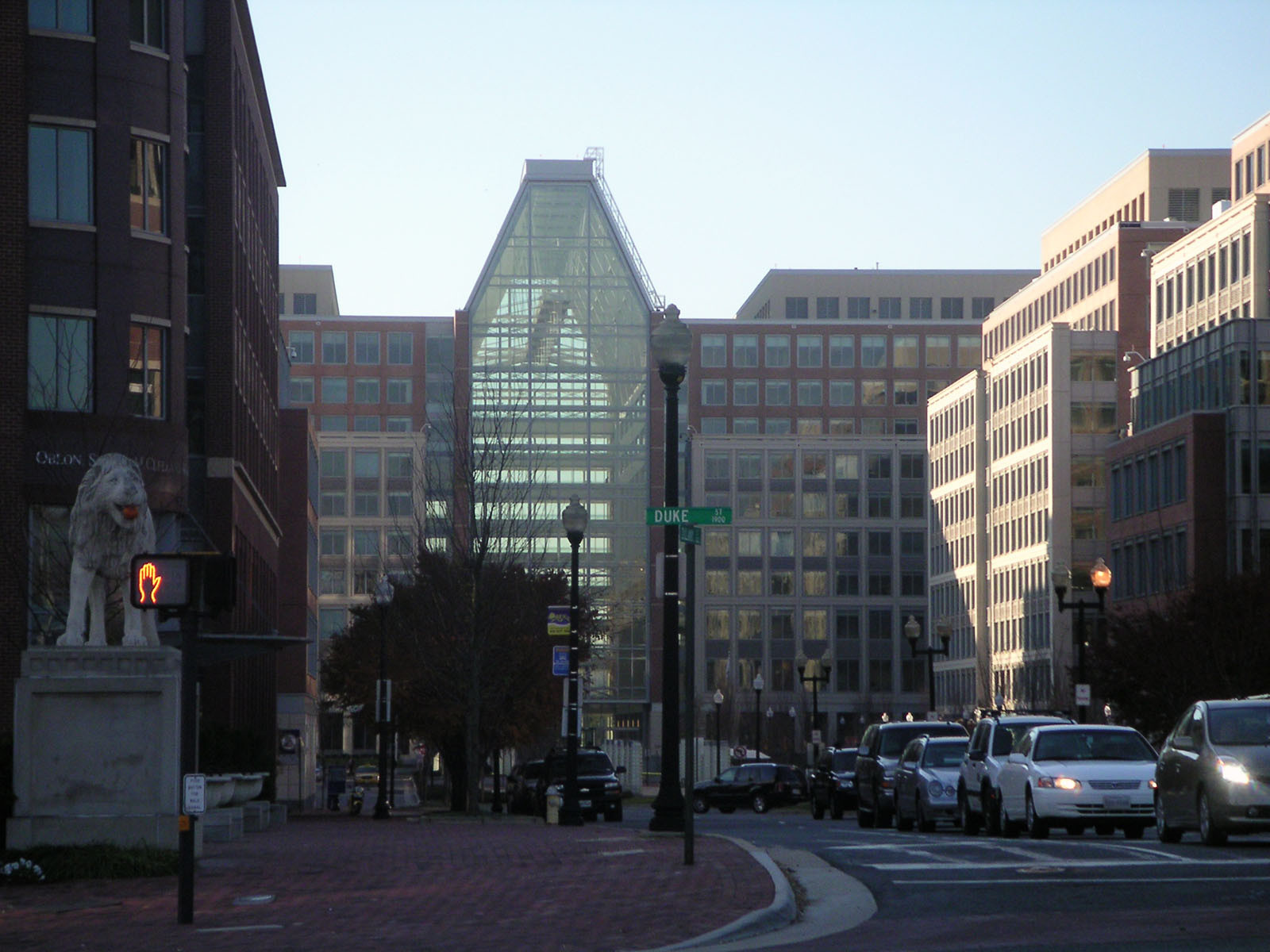
Siedziba Urzędu Patentów i Znaków Towarowych Stanów Zjednoczonych

Urząd Patentów i Znaków Towarowych Stanów Zjednoczonych, PTO lub USPTO (ang. United States Patent and Trademark Office) – amerykański urząd patentowy, podlegający Departamentowi Handlu, udzielający patentów i rejestrujący znaki towarowe. Jego siedziba znajduje się w Alexandrii, po przeprowadzce z Crystal City w hrabstwie Arlington. Od 1991 roku urząd jest finansowany wyłącznie z opłat za patenty i znaki towarowe. Obecnym jego szefem jest Jon Dudas, podsekretarz handlu własnością intelektualną, który został wyznaczony na to stanowisko przez prezydenta George’a W. Busha w marcu 2004, a nominowany 30 lipca 2004.
Urząd Patentów i Znaków Towarowych Stanów Zjednoczonych współpracuje z Europejską Organizacją Patentową i Japońskim Urzędem Patentowym, stosownie do umów międzynarodowych. PTO może także działać jako Międzynarodowy Organ Poszukiwań i Międzynarodowy Organ Badań Wstępnych w przypadku zgłoszeń międzynarodowych zgodnych z Układem o współpracy patentowej.

## Misja
Zadaniem PTO jest promowanie przemysłowego i technologicznego rozwoju Stanów Zjednoczonych i umacnianie ekonomii kraju, poprzez:
- regulowanie prawa dotyczącego patentów i znaków towarowych
- zarządzanie patentami, znakami i prawami własności
- doradztwo w zakresie handlowych własności intelektualnej.

## Struktura
PTO zatrudnia około 7 300 pracowników, którzy zajmują prawie cały kompleks pięciu budynków w Alexandrii. Około 3 000 z nich to eksperci patentowi, a 400 to eksperci znaków towarowych; pozostali to personel pomocniczy. Eksperci patentowi są z reguły naukowcami i inżynierami, niekoniecznie posiadającymi pełnomocnictwa prawne, natomiast wszyscy eksperci znaków towarowych muszą posiadać licencję.

## Patenty
- 31 lipca 1790 PTO przyznał pierwszy patent Samuelowi Hopkinsowi za udoskonalenie produkcji potażu i węglanu wapnia przy zastosowaniu nowej aparatury i procesu. Dokument podpisał prezydent George Washington.
- Patenty X to pierwsze 10 000 patentów udzielonych w latach 1790–1836, które uległy zniszczeniu w pożarze; niecałe 3000 z nich odtworzono i wydano ponownie z numerami dodatkowo opatrzonymi literą X (zwykle występującą na końcu numeru; wyjątkiem jest pierwszy patent z X na początku numeru).
- Każdego roku PTO udziela firmom i osobom na całym świecie tysięcy patentów – do marca 2006 było ich ponad siedem milionów.